# Paulo Sayeg
Paulo Sayeg (São Paulo, 1960) é um pintor e programador visual brasileiro.
Aprendeu pintura e litografia ainda na infância, com um vizinho pintor amador e com o tio Alberto Garutti que era pintor e ilustrador e lhe ensinou a litografia. Aos 22 anos fez sua primeira exposição individual, na Biblioteca Municipal Mário de Andrade, na capital paulista.
Foi diretor de arte da Revista E, publicada mensalmente pelo Serviço Social do Comércio de São Paulo, (SESC-SP). Atua em publicidade, ilustração, desenho animado e programação visual.

## Prêmiações
Em 1987 recebeu prêmio de melhor desenhista da Associação Paulista de Críticos de Arte - APCA

## Exposições individuais
Exposições Individuais
- 1982 - O Movimento, na Biblioteca Municipal Mário de Andrade, São Paulo SP
- 1984 - Pitanga do Amparo Arquitetura e Arte, São Paulo, SP
- 1985 - Pitanga do Amparo Arquitetura e Arte, São Paulo, SP
- 1985 - Galeria Paulo Prado, São Paulo, SP
- 1987 - Galeria de Arte Fernando da Paz, Belo Horizonte, MG
- 1987 - Yutaka Sanematsu Escritório de Arte, São Paulo, SP
- 1988 - Centro Cultural Casper Líbero, São Paulo, SP
- 1988 - Galeria Paulo Figueiredo, São Paulo, SP
- 1988 - Galeria Paulo Prado, São Paulo, SP
- 1991 - Tmir Gallery, Amsterdã, Holanda
- 1993 - Je Stallion International Gallery, Louisville, EUA
- 1993 - Espaço Cultural Aloísio Cravo, São Paulo, SP
- 1997 - Ruy Sant'Anna Galeria, São Paulo, SP